# Becky Johnston
Becky Johnston (* 1. April 1956 in South Haven, Michigan) ist eine US-amerikanische Drehbuchautorin.

## Leben
Becky Johnston wurde 1956 geboren. 1973 machte sie ihren Abschluss an der Interlochen Fine Arts High School.
1986 wurde ihr Drehbuch zu dem Prince-Musical Under the Cherry Moon – Unter dem Kirschmond verfilmt. Für dieses wurde sie für die Goldene Himbeere nominiert.
Bekannt wurde sie mit dem Drehbuch zu Herr der Gezeiten (1991), für das sie bei der Oscarverleihung 1992 eine Oscarnominierung erhielt. Das Drehbuch basierte auf dem  Roman „Herren der Insel“ von Pat Conroy, der ebenfalls am Drehbuch mitwirkte. Es folgte Sieben Jahre in Tibet, der auf dem gleichnamigen Buch von Heinrich Harrer basiert. Für das Drehbuch beschäftigte sich Johnston, die eigentlich Protestantin ist, mit dem Buddhismus.
2010 trat sie in der Filmdokumentation Jean-Michel Basquiat: The Radiant Child  über Jean-Michel Basquiat auf. Sie hatte den Künstler 1988, zwei Jahre vor seinem Tod mit nur 27 Jahren, interviewt.
Sie schrieb außerdem auf besonderen Wunsch von Angelina Jolie ein Sequel zum Film Salt, das bisher jedoch noch nicht verfilmt wurde.

## Filmografie

### Als Drehbuchautorin
- 1986: Under the Cherry Moon – Unter dem Kirschmond (Under the Cherry Moon)
- 1991: Herr der Gezeiten (The Prince of Tides)
- 1997: Sieben Jahre in Tibet (Seven Years in Tibet)
- 2012: Ein tolles Leben (Arthur Newman) (auch Produzentin)
- 2021: House of Gucci

### Als Skriptdoktorin
- 1980: Underground U.S.A. (auch Assistent Director)
- 2001: Sweet November
- 2002: Die Mothman Prophezeiungen (The Mothman Prophecies)

### Als Schauspielerin
- 1979: Men in Orbit (Stimme)
- 1983: Born in Flames (auch Additional Camera Operator)